# Couvent Santa Maria della Libera
 (mai 2023).
Si vous disposez d'ouvrages ou d'articles de référence ou si vous connaissez des sites web de qualité traitant du thème abordé ici, merci de compléter l'article en donnant les références utiles à sa vérifiabilité et en les liant à la section « Notes et références ».
Le couvent Santa Maria della Libera est un ancien ensemble conventuel situé à Naples dans le quartier du Vomero.

## Histoire et description

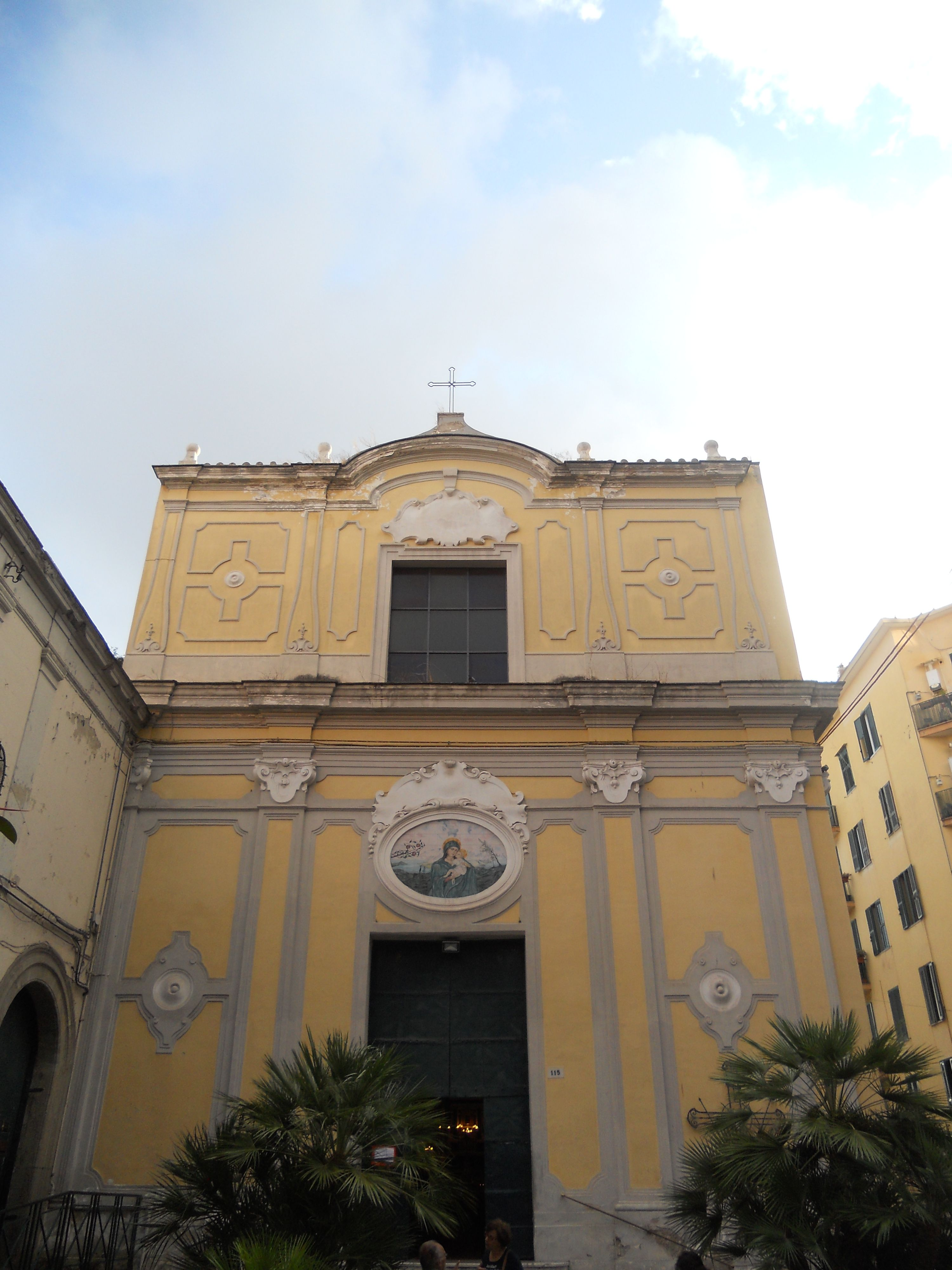
Façade de l'église Santa Maria della Libera.

Cet ensemble architectural remontant à 1587 est fondé par Annibale Cesareo, secrétaire du Conseil royal sacré et fort dévoué aux dominicains récemment réformés, qui l'affecte à seize dominicains (huit pères et huit frères convers). Ils en font un prieuré en 1601. Ils évangélisent les environs et s'occupent des malades. Les dominicains sont expulsés en 1809 par les Français, mais reviennent en 1820 avec les Bourbons. Ils sont de nouveau expulsés après l'unité italienne en 1866 et le couvent devient propriété communale. Le couvent est aujourd'hui[Depuis quand ?] un établissement scolaire d'État. Au fil des siècles, son espace s'amenuise, et les tremblements de terre de 1930 et de 1980 l'endommagent sérieusement. Ce dernier provoque en particulier la chute de la coupole de l'église conventuelle et les travaux de reconstruction n'interviennent qu'en 1983-1984.
Les remaniements et les restructurations au fil des siècles ont modifié l'ensemble d'origine. Ainsi la nef de l'église a doublé de longueur par rapport au plan du XVIe siècle, des chapelles (trois de chaque côté) ont été construites, ainsi qu'une autre coupole et une petite abside. La décoration baroque a été modifiée, mais il reste des éléments décoratifs en marbre. Le maître-autel du XVIIIe siècle possède des incrustations polychromes de marbre; il est surmonté d'un tableau de la Vierge. 
L'église est riche d'œuvres d'art des XVIIe et XVIIIe siècles d'artistes inconnus, dont un tableau de Saint Thomas d'Aquin du début du XVIIIe siècle et des tableaux représentant des saints dominicains.
L'ensemble conventuel possède aussi une chapelle, la chapelle de la congrégation du Très-Saint-Rosaire du Vomero, datant du XIXe siècle ; elle contient des œuvres de la même période et un autel du XVIIe siècle. Autrefois[Quand ?] lieu de pèlerinage écarté dans les hauteurs campagnardes, l'église principale est aujourd'hui[Depuis quand ?] une paroisse dans un lieu résidentiel très dense.